# Coscinia toulgoeti
Coscinia toulgoeti är en fjärilsart som beskrevs av Charles E. Rungs 1957. Coscinia toulgoeti ingår i släktet Coscinia och familjen björnspinnare. Inga underarter finns listade i Catalogue of Life.